# Bundesstraße 410
Die Bundesstraße 410 (Abkürzung: B 410) ist eine deutsche Bundesstraße in Rheinland-Pfalz. Sie führt von der luxemburgischen Grenze bei Dasburg in nordöstlicher Richtung durch die Eifel nach Hirten bei Mayen.
In ihrem Verlauf durchquert die B 410 von der Daleidener Muldengruppe ausgehend zwei der südlichen Kalkmulden der Eifel, die Prümer Kalkmulde, die sie kurz hinter Büdesheim in Richtung der Gerolsteiner Kalkmulde verlässt, sowie im restlichen Verlauf der Strecke bis Hirten die Vulkaneifel und damit einige der landschaftlich reizvollsten Gebiete der Eifel.

## Überblick
- Länge: ca. 95 km
- Anfangspunkt: Dasburg (Grenze zum Großherzogtum Luxemburg)
- Endpunkt: Hirten (B 258)

## Geschichte/Weiteres
Ab dem Ortsausgang Dockweiler zweigt von der ursprünglichen Streckenführung ein neuer Streckenabschnitt ab, der über einen Teil der ehemaligen L 67 als Autobahnzubringer zur Autobahnanschlussstelle Gerolstein verläuft. Mit dem im Jahr 2012 bis zur AS Kelberg fertiggestellten Lückenschluss der Bundesautobahn 1 ist eine Umgehung der Orte Dockweiler und Dreis erreicht worden.